# Gyrodactylus lairdi
Gyrodactylus lairdi är en plattmaskart. Gyrodactylus lairdi ingår i släktet Gyrodactylus och familjen Gyrodactylidae. Inga underarter finns listade i Catalogue of Life.